# Ebermergen

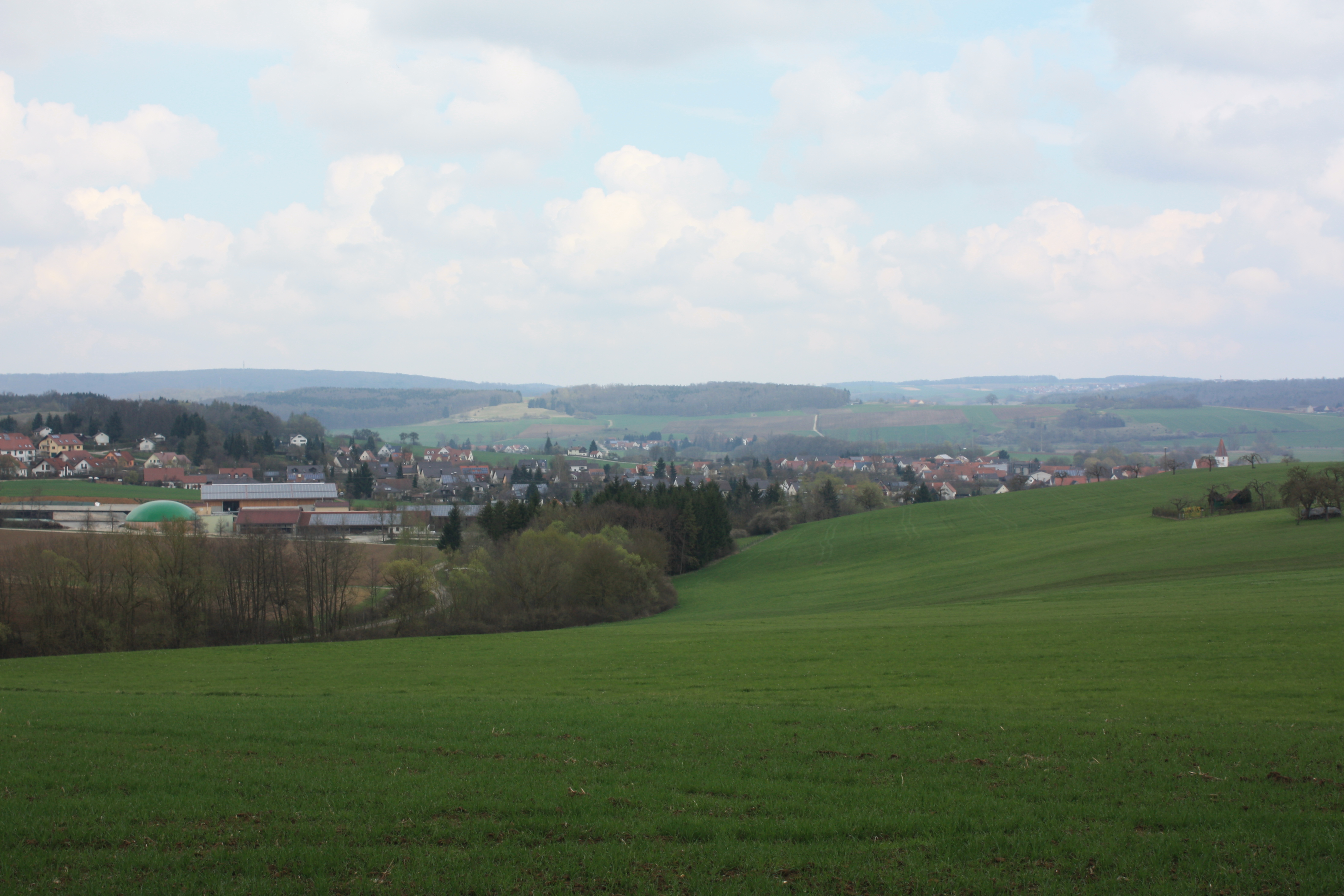
Ebermergen

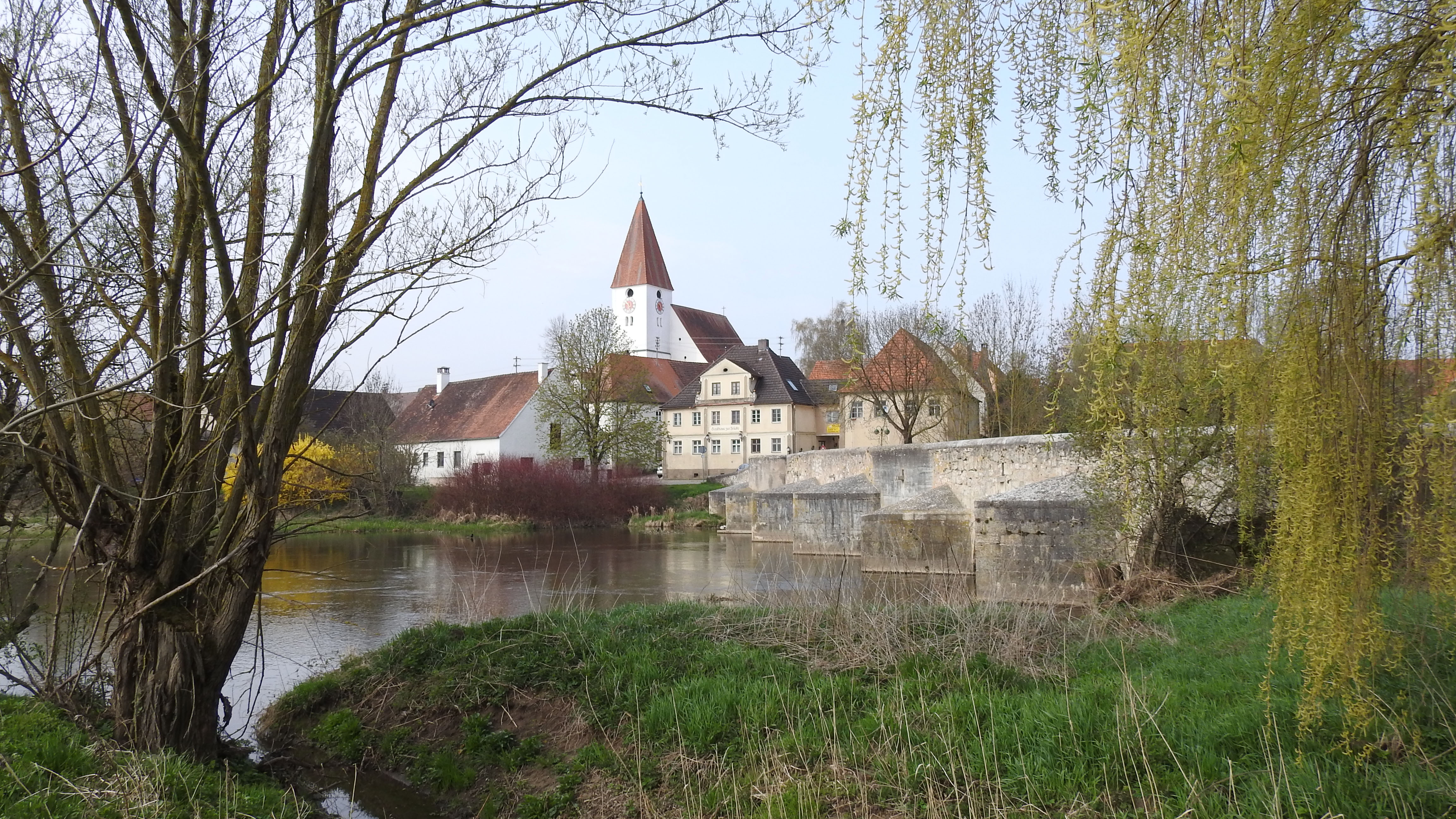
Ebermergen mit Kirche

Ebermergen (Rieser-schwäbisch Äbermerga) ist ein Gemeindeteil der Stadt Harburg im Landkreis Donau-Ries (Regierungsbezirk Schwaben, Bayern). Zur Gemarkung gehört die Einöde Untere Reismühle.

## Geographie
Das Pfarrdorf Ebermergen liegt südlich von Harburg und westlich der Wörnitz im Wörnitztal, womit es bereits zur Schwäbischen Alb gehört.
Bei Ebermergen münden der Reisbach, der Ellerbach, der Mittelbach und der Morschbach in die Wörnitz.

## Geschichte
Ebermergen war bis 1975 eine selbständige Gemeinde im Landkreis Donauwörth. Im Zuge der Gebietsreform in Bayern wurde sie am 1. Juli 1972 dem Landkreis Nördlingen-Donauwörth, der seit dem 1. Mai 1973 Landkreis Donau-Ries heißt, zugeschlagen. Am 1. Januar 1976 erfolgte die Eingemeindung in die Stadt Harburg (Schwaben).

## Baudenkmäler
Siehe: Liste der Baudenkmäler in Ebermergen

## Kirchengemeinden
Die evangelische Pfarrei St. Peter und Paul in Ebermergen gehört zum Dekanat Donauwörth im Kirchenkreis Augsburg. Zur Pfarrei gehören noch Brünsee, Marbach und die Untere Reismühle. Die Katholiken von Ebermergen gehören seit 2004 zur Pfarrei Heiligstes Herz Jesu in Harburg.

## Verkehr
Ebermergen hat einen Haltepunkt an der Riesbahn von Aalen nach Donauwörth.
Östlich von Ebermergen führt die nordwestlich-südöstlich verlaufende Bundesstraße 25 von Nördlingen nach Donauwörth vorbei, die an dieser Stelle zur Route der Romantischen Straße gehört.